# Luigi La Nuza
Luigi La Nuza (Licata, 1591 – Palermo, 21 ottobre 1656) è stato un presbitero e missionario italiano appartenente alla Compagnia di Gesù.
È considerato "l'Apostolo della Sicilia" per la sua opera di evangelizzazione nell'intera regione.

## Biografia
Luigi La Nuza nacque a Licata nel 1591 ed era figlio di Giovanni e Leandra Spina-Rizzone. Pur essendo nato in Sicilia, egli trascorse la sua infanzia in Spagna, nella città di Saragozza, dove il padre prestava servizio come capitano di fanteria.
Nel 1603 ritornò in Sicilia con la sua famiglia e venne rinchiuso nel Collegio Massimo di Palermo, sotto la cura dei padri gesuiti. 
All'età di diciotto anni, dopo un corso di esercizi spirituali, decise di voler entrare nella Compagnia di Gesù e così nel 1609 fu inviato a Messina per il noviziato. 
Intraprese gli studi di retorica e di filosofia e, dopo aver completato gli studi, fu inviato a Trapani per dedicarsi all'insegnamento.
Nel 1618 fu richiamato a Palermo come docente di Teologia.

### Ministero sacerdotale e apostolato
Fu ordinato sacerdote nel 1624 e professò i voti solenni il 1º novembre 1626, nella Chiesa del Gesù a Palermo.
Padre La Nuza iniziò presto un intenso apostolato nella città siciliana, avendo come punto di riferimento la Casa professa dei Gesuiti.
Si dedicò in particolare alla predicazione e alla riconciliazione dei peccatori.
Molte volte, infatti, teneva le sue orazioni lungo le strade o nelle piazze, incentrando le sue meditazioni sulla Passione di Cristo e sull'amore all'eucaristia e alla Vergine Maria. Inoltre non mancava occasione di esortare i fedeli ad accostarsi al sacramento della penitenza.
Ogni giorno padre Luigi confessava persone di qualsiasi ceto sociale e a volte rimaneva ad ascoltare fino a notte inoltrata.
Nel suo ministero non risparmiò mai il suo zelo apostolico e la sua compassione verso gli ultimi, 
girando per i quartieri spagnoli per istruire i soldati e visitando gli ospedali e le carceri per donare conforto ai malati e ai prigionieri.
Percorse tutte le strade di Sicilia, comprese Pantelleria e le isole Eolie, fino a giungere in Calabria e a Malta, per questa ragione ancora oggi viene chiamato l'"Apostolo della Sicilia".
Le missioni dei gesuiti avevano anche l'obiettivo di sradicare alcune forme di superstizione, presenti molto spesso nei piccoli villaggi, e ciò permise a padre La Nuza di fondare diverse congregazioni con queste finalità, ma ne dedicò anche altre per la cura dei poveri e degli zingari.
Raccoglieva molte elemosine che destinava all’assistenza delle orfanelle ed aveva un rapporto privilegiato con i monasteri.
Padre Luigi desiderava ardentemente di annunciare il Vangelo a tutti, anche a costo di affrontare diversi ostacoli e proprio nelle avversità invitava maggiormente a confidare in Dio. 
Morì a Palermo il 21 ottobre 1656 e venne sepolto nella chiesa del Gesù.
Il 25 marzo 1847 papa Pio IX lo dichiarò venerabile e nel 1954 si procedette alla terza ricognizione dei suoi resti mortali.